# Koncertní album
Koncertní album, také živé album (z anglického Live, hovorově živák) je hudební album složené z písní nahraných při koncertech nebo na festivalech. Většinou koncertní album obsahuje skladby, které již dříve vyšly na studiovém albu. Album bývá často označeno nebo pojmenováno „Live“.

## Příklady koncertních alb
- Čechomor Live (Čechomor)
- Made in Japan (Deep Purple)
- USA (King Crimson)
- Get Yer Ya-Ya's Out! (The Rolling Stones)
- Takhle nějak to bylo... (Karel Plíhal)
- Live (AC/DC)
- Live at Wembley '86 (Queen)
- Live 60 (Michal Prokop & Framus Five)